# Мико Марков
Мико Марков Минчев е председател на Ябланишкия частен революционния комитет, създаден от Васил Левски; търговец и предприемач.

## Биография
Роден е през 1842 г. в Ябланица в семейството на чорбаджи Марко Минчев, крупен търговец и ханджия. Мико е най-големият от трима братя – той, Иван и значително по-малкия Димитър, нарекъл се по-късно Яблански, и две сестри.
През 1870 г. е сред учредителите на революционния комитет, създаден от Васил Левски при неговата трета обиколка из България през втората половина на годината. Първоначално заседанията на комитета се провеждат в една от стаите на чорбаджи Марковия хан, а след това поради подозрения на турския сейменин са преместени на по-закътано място. По данни на Стоян Заимов Васил Левски няколко пъти отсяда в хана, а Димитър Общи почти всеки месец е там.
Мико Марков е основната фигура в Ябланския революционен комитет – различните източници го сочат като председател или касиер, финансиращ със семейните пари комитета и разказват случки от неговата дейност. След залавянето на Димитър Общи той се опитва да организира група за освобождаването му, но не успява. Според показанията на секретаря на Димитър Общи, Васил Бошаранов, пред Съдебно-следствената комисия в София, председател на комитета е бил Марко Минчев; това се приема и от някои други изследователи, за разлика от Стоян Заимов, който пренебрегва ролята на бащата.
След Освобождението, през 1881 г. е избран за член на Орханийския окръжен комитет на Българското опълчение (по новия Закон за Опълчението). По-късно е и строителен предприемач.
Умира на 5 април 1918 г. в Ябланица.